# Bertel Ulrichsen
Bertel Ulrichsen (15 aprile 1901 – 25 febbraio 1977) è stato un calciatore norvegese, di ruolo attaccante.

## Carriera

### Club
Ulrichsen giocò con la maglia dell'Odd, con cui vinse tre edizioni della Norgesmesterskapet (1922, 1924 e 1926).

### Nazionale
Disputò una partita per la Norvegia. Il 16 settembre 1923, infatti, fu in campo nella sconfitta per 2-3 contro la Svezia.

## Palmarès

### Club

#### Competizioni nazionali
- Coppa di Norvegia: 3

Odd: 1922, 1924, 1926